# Philip Dunne
Philip Dunne (New York, 1908. február 11. – Malibu, Kalifornia, 1992. június 2.) amerikai filmrendező és forgatókönyvíró.

## Életpályája
Szülei: Finley Peter Dunne (1867–1936) amerikai humorista, író és Margaret Abbott (1876–1955) amerikai női golfozó voltak. 1920–1925 között a Middlesex School diákja volt. A Harvard Egyetemen szerzett diplomát (1925–1929), majd érdeklődése a film felé fordult. Pályáját Hollywoodban forgatókönyvíróként kezdte s a 20th Century Fox gyár számára dolgozott 1937–1962 között. 1938–1940 között a Writers Guild of America alelnöke volt. A második világháborúban négy évig polgári szolgálatot teljesített. 1946–1948 között az Amerikai Filmművészeti és Filmtudományi Akadémia igazgatótanácsának tagja volt. Mint önálló alkotó 1954-ben mutatkozott be egy monografikus filmmel, amelyben Edwin Booth életét dolgozta fel (A színészek hercege; 1955). 1965 után nem készített filmet. 1987-ben csillagot kapott a Hollywood Walk of Fame-en.

### Munkássága
Neves filmrendezők, Elia Kazan, Otto Preminger, John Ford, Joseph L. Mankiewicz munkatársa volt. Általában maga írta munkáinak szövegkönyvét is. 1941-ben a Hová lettél, drága völgyünk? című filmje Oscar-díjat kapott. 1951-ben a Dávid és Betsabé című filmjét Oscar-díjra jelölték. Hangulatos, lírai hangvételű, fiatalokról szóló erkölcsrajza a Kék halásznadrág (1959). 1961-ben rendezte a Vad a vidéken című filmet, amelyben Elvis Presley volt a főszereplő, és Clifford Odets volt a forgatókönyvírója. 1965-ben az Agónia és extázis című filmjéért Golden Globe-díjra jelölték. Filmproducerként is működött.

## Magánélete
1939–1992 között Amanda Duff (1914–2006) amerikai színésznő volt a felesége.

## Filmjei
Forgatókönyvíróként
- Gróf Monte Cristo (1934)[1]
- Az utolsó mohikán (1936)[2]
- Stanley, a riporterek királya (1939)
- Árvíz Indiában (1939)[3]
- Bűnhődés (1940)
- Hová lettél, drága völgyünk? (1941)[4]
- A kísértet és Mr. Muir (1947)
- A halál csókja (1947)
- Az elkésett George Apley (The Late George Apley) (1947)
- Az írek szerencséje (The Luck of the Irish) (1948)
- Pinky (1949)[5]
- Dávid és Betsabé (David and Bathsheba) (1951)
- Lydia Bailey (1952)[6]
- Egy gaucsó útja (Way of a Gaucho) (1952) (filmproducer is)
- A palást (1953)
- Demetrius és a gladiátorok (1954)
- Hilda Crane (1956) (filmrendező is)
- Három bátor férfi (Three Brave Men) (1956) (filmrendező is)
- Kék halásznadrág (Blue Denim) (1959) (filmrendező is)
- Agónia és extázis (1965)[7]
- Az utolsó mohikán (1992)[8]

Filmrendezőként
- A színészek hercege (Prince of Players) (1955) (filmproducer is)
- Szerelemben és háborúban (In Love and War) (1958)
- Vad a vidéken (Wild in the Country) (1961)
- A felügyelő (The Inspector) (1962)

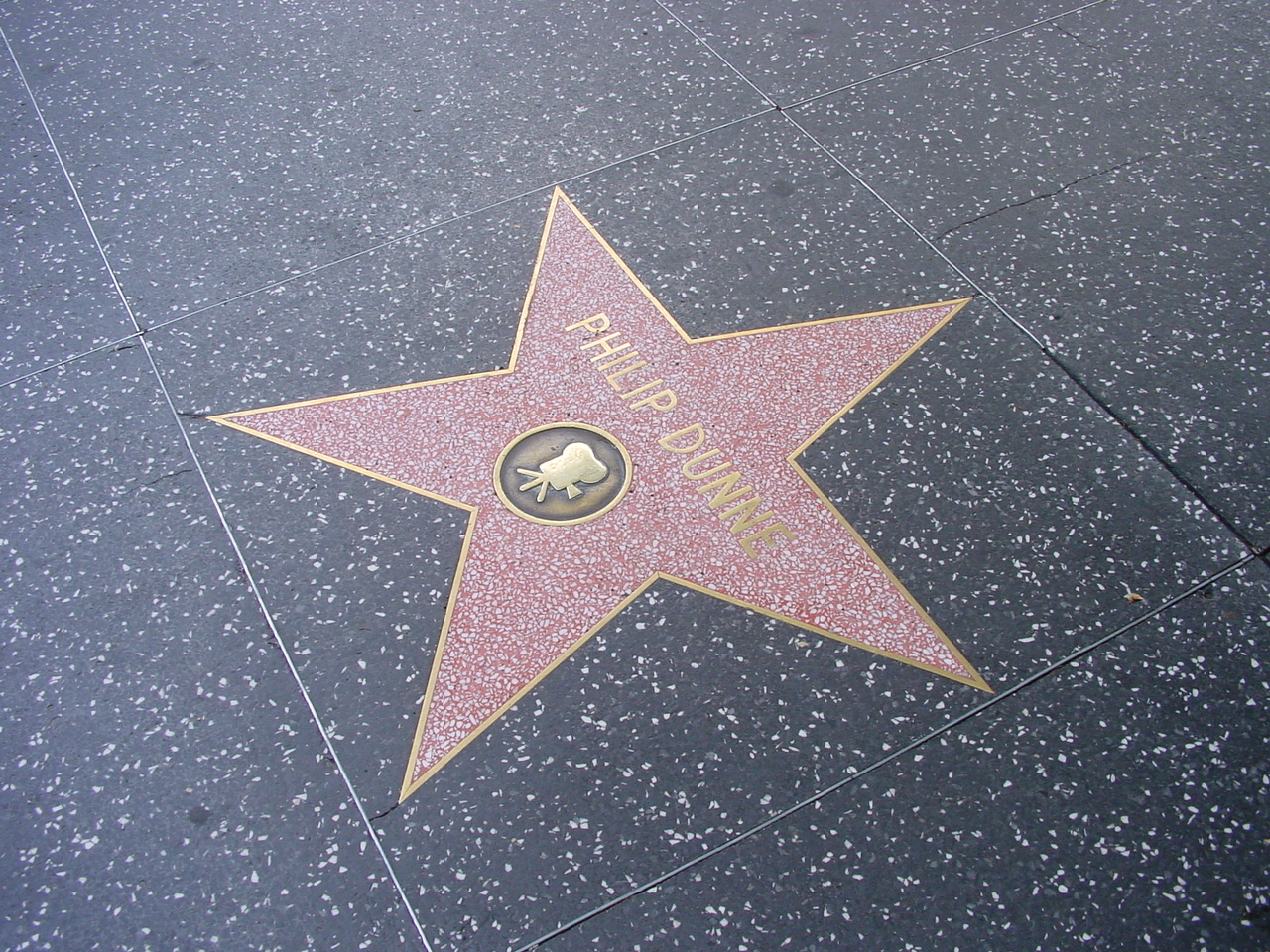
Philip Dunne csillaga a Hírességek sétányán

## További információ
- Philip Dunne a PORT.hu-n (magyarul)
- Philip Dunne az Internet Movie Database-ben (angolul)
- Philip Dunne a Rotten Tomatoeson (angolul)
- Filmkatalógus.hu

## Fordítás
- Ez a szócikk részben vagy egészben  a   Philip Dunne (writer) című angol Wikipédia-szócikk ezen változatának fordításán alapul.  Az eredeti cikk szerkesztőit annak laptörténete sorolja fel. Ez a jelzés csupán a megfogalmazás eredetét és a szerzői jogokat jelzi, nem szolgál a cikkben szereplő információk forrásmegjelöléseként.